# راندولف إم. هولدر
راندولف إم. هولدر (بالإنجليزية: Randolph M. Holder)‏ هو ضابط أمريكي، ولد في 20 سبتمبر 1918 في جاكسون في الولايات المتحدة، وتوفي في 5 يونيو 1942 في جزر الميدواي في الولايات المتحدة.